# MNK Olmissum Omiš
Malonogometni klub Olmissum (MNK Olmissum; Olmissum Omiš; Olmissum) je futsal klub iz Omiša, Splitsko-dalmatinska županija. Navijači MNK Olmissuma zovu se Gusari Omiš.   

## O klubu
Klub je osnovan 2015. godine, te je počeo s natjecanjem u 1. ŽMNL Splitsko-dalmatinskoj koju osvaja u sezoni 2016./17. 
i ulazi u 2. HMNL - Jug koju osvaja u sezoni 2018./19. te postaje članom 1. HMNL.
  
Klub u svojoj prvoj prvoligaškoj sezoni osvaja i hrvatski kup i 1. HMNL. 
 
Svoje utakmice igra u Gradskoj športskoj dvorani "Ribnjak" u Omišu. Klub ima i podršku s tribine: 2019. godine osnovani su navijači MNK Olmissuma - Gusari Omiš. 

## Uspjesi
UEFA Futsal Champions League
- plasman u 1/8 finala 2020./21.

1. HMNL
- prvak: 2019./20., 2020./21.

2. HMNL – Jug
- prvak: 2018./19.
- doprvak:  2017./18.

1. ŽMNL Splitsko-dalmatinska
- prvak: 2016./17.

Hrvatski malonogometni kup
- pobjednik: 2020./21.,
- finalist:  2019./20., 2021./22.

Hrvatski malonogometni superkup
- pobjednik: 2020.

Malonogometni Kup regije Jug
- pobjednik: 2018./19., 2019./20.

## Plasmani po sezonama
| sezona    | rang     | liga                         | poz.     | klubova u ligi | ut       | pob      | ner      | por      | gol+     | gol-     | bod      | doigravanje | napomena | izvori   |
| Bjelovar  | Bjelovar | Bjelovar                     | Bjelovar | Bjelovar       | Bjelovar | Bjelovar | Bjelovar | Bjelovar | Bjelovar | Bjelovar | Bjelovar | Bjelovar    | Bjelovar | Bjelovar |
| --------- | -------- | ---------------------------- | -------- | -------------- | -------- | -------- | -------- | -------- | -------- | -------- | -------- | ----------- | -------- | -------- |
| 2016./17. | III.     | 1. ŽMNL Splitsko-dalmatinska | 1.       | 11             | 20       | 20       | 0        | 0        | 177      | 37       | 40       |             |          | [ 4 ]    |
| 2017./18. | II.      | 2. HMNL - Jug                | 2.       | 12             | 22       | 17       | 2        | 3        | 106      | 57       | 53       |             |          |          |
| 2018./19. | II.      | 2. HMNL - Jug                | 1.       | 12             | 22       | 18       | 3        | 1        | 106      | 36       | 57       |             |          |          |
| 2018./19. | II.      | Kval. za 1. HMNL             | 1.       | 3              | 4        | 3        | 1        | 0        | 18       | 7        | 10       |             |          |          |
| 2019./20. | I.       | 1. HMNL                      | 2.       | 10             | 18       | 12       | 0        | 6        | 59       | 43       | 36       | prvak       |          |          |
| 2020./21. | I.       | 1. HMNL                      | 1.       |                |          |          |          |          |          |          |          | prvak       |          |          |
| 2021./22. | I.       | 1. HMNL                      |          |                |          |          |          |          |          |          |          |             |          |          |

## Vanjske poveznice
- MNK Olmissum, facebook stranica
- mnkolmissum.hr  Arhivirana inačica izvorne stranice od 1. srpnja 2019. (Wayback Machine)
- crofutsal.com, Mijo Milavić – alfa i omega Olmissuma u razgovoru za CROfutsal, objavljeno 22. kolovoza 2017.
- hrfutsal.net, MNK Olmissum: Mali klub s vizijom i vrhunskim rezultatima[neaktivna poveznica], objavljeno 29. kolovoza 2017.
- crofutsal.com, Duje Maretić: “Olmissum neće biti samo prolaznik u 1.HMNL!”, objavljeno 22. svibnja 2019.
- telesport.telegram.hr, Bernard Jurišić: Nova snaga, objavljeno 19. srpnja 2020.